# Jón Gunnar Árnason
Jón Gunnar Árnason (Reikiavik, 1931– 1989)  fue un escultor islandés.

## Datos biográficos
Tras estudiar de 1944 a 1946 en la Escuela de Artes y Oficios en la Universidad de Islandia, en Reikiavik, y en la Escuela de Artes Visuales, se graduó como ingeniero en la Universidad Técnica de Reikiavik en 1952. Desde 1965 a 1967 continuó su formación en Bellas Artes en el College Hornsey, dependiente de la Universidad de Middlesex de Londres, en Inglaterra.
Es el autor de la escultura Viajero del Sol, localizada frente al mar al cabo de la calle Frakkastigur. Sus trabajos han sido expuestos en prestigiosas galerías de Islandia, Noruega, Países Bajos y Alemania. Fue miembro de la Sociedad Islandesa de Escultores, fundada en la capital en 1972 por los artistas Hallsteinn Sigurðsson, Ragnar Kjartansson, Þorbjörg Pálsdóttir y otros.